# 車田水滸伝 HERO OF HEROES
『車田水滸伝 HERO OF HEROES』（くるまだすいこでん ヒーロー・オブ・ヒーローズ）は、車田正美原作、高河ゆん作画による日本の漫画。以降『車田水滸伝』と略記する。『チャンピオンRED』（秋田書店）にて、2014年2月号にプレストーリーを掲載後、同年5月号から連載中。

## 概要
『リングにかけろ』、『風魔の小次郎』、『聖闘士星矢』などで知られる漫画家・車田のデビューから40周年を数えた2014年に『車田正美 熱血画道40周年』と題した各種記念企画の一環。車田の熱狂的なファンであり公認ファンクラブにも入会していた高河が作画を担当した、車田作品の人気キャラクター達の共闘を描くクロスオーバー作品となっている。
他作品のキャラクターたちは元々同じ世界にいた訳ではなく、時空の狭間のアトランティスに各々呼びこまれている。また時代設定も変化している様子で原作では1980年代の月島が舞台の『リングにかけろ』において建築済みのスカイツリーをバックにした一コマがある。

## あらすじ
カイザーナックルを捨てた高嶺竜児。四千年も続いた聖剣戦争を終わらせた風魔の小次郎。そして女神アテナの化身、城戸沙織と仲間達と共に冥王ハーデスを倒したペガサス星矢。
長く続いた争いが終わり、それぞれが束の間の平和を享受していたが突如として現れた時空の歪みに巻き込まれた。神話を歪めた罪人として星矢達を集め、少年達によって書き換えられた神話を元に戻す為として襲い掛かる敵、その中にはかつて星矢達が倒したはずの強敵の姿もあった。少年達は己の選んだ道を信じ、戦いに身を投じてゆく。

## 登場人物
【】内には原作漫画、ふりがなは本編ルビを、キャラクターは登場した順番を基準に記載。

### 神に背きし子たち
神の書物を書き換えたとして時空の狭間、アトランティスに罪人として引きずり込まれた者たち。
高嶺 竜児（たかね りゅうじ）
【リングにかけろ】
技：ブーメランテリオス、ウィニング ザ レインボー
ボクシングの世界チャンピオン。ライバル剣崎順との激闘を終え、姉の菊と甥の麟童と共に穏やかに過ごしている折に時空の狭間に引きずり込まれ、その時に菊、麟童と引き離される。途中、風魔の小次郎と出会い、姉を救い出すために行動を共にする。
罪状はアトランティスの大いなる遺産、世界の覇者ともなれる伝説の武器・カイザーナックルを得るも、阿修羅一族との戦いの後、その継承権を放棄したためとされる。
風魔の小次郎（ふうまのこじろう）
【風魔の小次郎】
かつて北条氏に仕えた忍集団、風魔一族の戦士にして数少ない生き残り。竜児同様、突如アトランティスに連れてこられ、竜児の窮地を救い、行動を共にする。武器は木刀。
また作中、神話と聞かれて「神輪会ぐらいしかしらない」などとメタ発言をしている。
罪状は四千年もの間、戦士たちを輪廻転生させてまで続けていた聖剣戦争を終わらせ、神々の創り出した十本の聖剣を葬ったためとされる。
ペガサス星矢（ペガサス セイヤ）
【聖闘士星矢】
技：ペガサス流星拳、ペガサス彗星拳
戦いの女神アテナと共に地上の平和を守るペガサス座を守護星座に持つ青銅聖闘士（ブロンズセイント）の1人。冥王ハーデスとの死闘を終え、今生のアテナの化身、城戸沙織と共に平和を享受していた矢先に新たな闘いに巻き込まれ、沙織と離れ離れになる。
デスマスクから沙織の危機を聞かされ、彼女を助けるために戦う。
戦いの舞台がアトランティス大陸の時空を歪めた場所であるため、アトランティス文明によって生み出された金属・オリハルコン、星砂粉（スターダストサンド）、ガマニオンから造られた聖衣（クロス）が存在しない世界であり、生身の肉体で戦うこととなる。
罪状は人の身でありながら神話の時代から存在する神を倒したためとされる。
剣崎 菊（けんざき きく）
【リングにかけろ】
旧姓高嶺、竜児の姉であり竜児の才能を引き出し、世界チャンピオンにまで導いた。今作では竜児のライバル・剣崎順と結婚し、麟童を儲けた一児の母となっている。
竜児の才能を開花させたことを理由に彼女もまた神話を書き換えた者としてその存在を消されるためにアトランティスに連れてこられた。
竜児と離れ離れになり、アトランティスに送られて早々、城戸沙織と出会い行動を共にすることとなる。
城戸 沙織（キド サオリ）
【聖闘士星矢】
聖闘士たちを束ねる戦いの女神アテナの化身。
数百年ごとに繰り返してきた地上の覇権をめぐる争い、聖戦においてペガサス星矢たちの活躍もあり冥王ハーデスを完全に倒し、勝利した。
神でありながら人間に加担し、多くの神々を倒し、神話を歪めたとしてアトランティスに送られる。
アトランティスにて菊と出会い、行動を共にしてきたがレコラによりクロニクルに吸収されてしまう。
原作では灰褐色の髪だが、単行本第一巻裏表紙ではアニメ版の薄紫色の髪で描かれている。
キグナス氷河（キグナス ヒョウガ）
【聖闘士星矢】
技：オーロラエクスキューション
ペガサス星矢と共にアテナのために戦う白鳥座の青銅聖闘士。
アトランティスにてドラゴン紫龍、アンドロメダ瞬と出会ってすぐ、聖衣のない状態でかつての兄弟子クラーケンのアイザックと相対することとなる。
一度は窮地に立たされるも、師匠水瓶座のカミュから託された技、オーロラエクスキューションでアイザックを倒し、紫龍、瞬と共に先を進む。
ドラゴン紫龍（ドラゴン シリュウ）
【聖闘士星矢】
技：エクスカリバー
ペガサス星矢の仲間、龍座の青銅聖闘士。
アトランティスに送られ、氷河、瞬らと共に星矢と再会を果たし、星矢に変わって華悪崇と戦う。
十本の聖剣を持つ華悪崇に対し、山羊座のシュラから受け継いだ聖剣エクスカリバーをもって倒す。
アンドロメダ瞬（アンドロメダ シュン）
【聖闘士星矢】
アンドロメダ座を守護に持つアテナの聖闘士、星矢の仲間でありフェニックス一輝の弟。
星矢同様、氷河、紫龍、そして兄の一輝らと共に神を倒したためにアトランティスに送られる。
原作では亜麻色の髪だが、チャンピオンRED2015年4月号表紙ではアニメ版の緑色の髪で描かれている。
剣崎 順（けんざき じゅん）
【リングにかけろ】
技：ギャラクティカマグナム、ギャラクティカファントム
高嶺竜児のライバルでスーパースター。元ボクシングの世界チャンピオン。
圧倒的な好敵手たる剣崎がいたからこそ竜児が神話を書き換えたとして、彼もまたアトランティスに引き込まれた。ゼウスから菊もまた神話を変えた者として消されてしまうかもしれないことを聞き、戦いに身を投じる。
菊川 仁義（きくかわ じんぎ）
【男坂】
アトランティスに送られた喧嘩好きの番長、いずれ世界を変える男と称される。アトランティスでザジと出会い、共に行動する。
雷鳴のザジ（らいめいのザジ）
【雷鳴のZAJI】
人間兵器を開発する白の墓（ホーム）の元一流戦士（ファーストソルジャー）にして脱走者。仁義と会い、共に戦う。
竜魔（りょうま）
【風魔の小次郎】
技：風魔死鏡剣（ふうましきょうけん）
小次郎同様、風魔一族の戦士にして風魔一族唯一のサイキック・ソルジャー。
独眼竜の二つ名で知られている。消息を絶った小次郎を探している最中に黒い霧に飲み込まれ、自身もまたアトランティスに送られ、蟹座のデスマスクと相対することとなる。黄泉比良坂に落とされた折に星矢に助けられる。
フェニックス一輝（フェニックス イッキ）
【聖闘士星矢】
不死鳥の異名を持つ星矢の仲間、アンドロメダ瞬の兄。
同じくアトランティスに送られるも、直接レコラの元へと乗り込んでいく。
原作では赤茶がかった黒髪だが、チャンピオンRED2015年4月号表紙ではアニメ版の紺色の髪で描かれている。

### 過去の亡霊
アトランティスに罪人として引きずり込まれた者たちを倒すために現れた、彼らがかつて倒した者たち。オリハルコンの使えないアトランティスにおいてそれを素材とする聖衣やカイザーナックル、更に神が創り出したとされる十本の聖剣などをもって襲い掛かるが、それらはある者から与えられたまがい物である。彼ら以外にも名も無き雑兵たちが時折襲撃してくる。
剣崎 順（けんざき じゅん）
【リングにかけろ】
技：ギャラクティカマグナム
アトランティスに送られたばかりの竜児の前に現れたまやかしの存在で上述の剣崎順と異なる。カイザーナックルを捨てた竜児を糾弾し、戦いを拒む竜児に襲い掛かるが小次郎によって倒され消滅する。
クラーケンのアイザック
【聖闘士星矢】
技：オーロラボレアリス
かつての氷河の兄弟子であり、海皇ポセイドンに仕える海闘士として氷河と戦い敗れた。
白鳥座の聖闘士となるのは自分だったとして氷河に襲い掛かるが、その実、神の怒りに触れた弟弟子が己の道を信じ戦う覚悟を確かめるためにあえて戦ったことが判明する。
ゼウス
【リングにかけろ】
技：ゴッド・イリュージョン
竜児とかつてボクシングで戦ったギリシャJr.の中でも神と崇められるギリシャ十二神の筆頭。
剣崎の前に現れ、剣崎や菊もまた竜児の力を引き出した者として狙われていることを告げる。神の粛清として剣崎に拳を向けるが、神話をなぞるだけのゼウスは神話を作る剣崎に敗北する。
華悪崇（カオス）
【風魔の小次郎】
自らを皇帝と名乗り、小次郎や竜魔をはじめとする秩序（コスモ）の戦士らと4000年もの間戦ってきた。
元の世界では神に逆らい、己の欲望のために十本の聖剣を手に入れて、人類の支配や、地上を神から奪うなどを画策していたが、今作では理想国家建設のため神に選ばれたとして星矢たちに襲い掛かる。
念願であった十本の聖剣を手に、紫龍と戦うが、紫龍のエクスカリバーによって全て破壊され敗北。紫龍からは十本の聖剣は偽者であったのだと告げられ、ある人物に騙されていたのだと知る。
ヒュプノスとタナトス
【聖闘士星矢】
かつて星矢たち青銅聖闘士たちが倒した眠りの神ヒュプノスと死の神タナトス。
竜児と小次郎の前に現れ、小次郎を眠らせ、カイザーナックルを手に竜児に襲い掛かる。しかし、カイザーナックルがまやかしであると看破した竜児が放った渾身のブローに敗れ、眠りから覚めていた小次郎の一撃で消滅する。
キャンサーのデスマスク
【聖闘士星矢】
技：積尸気冥界波（せきしきめいかいは）
殺戮を至上の喜びとしていた残酷な黄金聖闘士であり、十二宮での戦いの折ドラゴン紫龍によって倒されたものの死後は冥王ハーデスとの戦いの際は星矢たちに協力した。
同じサイキック使いである竜魔と戦い、蟹座のプレセペ星団及び鬼宿に由来する必殺技・積尸気冥界波で竜魔を黄泉比良坂へと送る。
竜魔と共に星矢が舞い戻って来た折には、かつて仕えていたアテナの身が危ういことを嬉々として伝えている。

### オリジナルキャラクター
記録者（レコラ）
常に目を閉じ、星矢たちに過去戦った敵を送り込む謎の女。
アテナ沙織と菊の前に現れ、神の書物（クロニック）にアテナ沙織を閉じ込めた。

### その他のキャラクター
剣崎 麟童（けんざき りんどう）
【リングにかけろ2】
剣崎順と菊の息子で、竜児の甥。2人の世界チャンピオンの血を引く赤ん坊。
母と叔父がアトランティスに送られた後、名付け親である石松と共にいる。
黒田 闘吉（くろだ とうきち）
【男坂】
仁義と義兄弟の契りを交わした男。突如として姿を消した仁義の身を案じている。
河井 武士（かわい たけし）
【リングにかけろ】
竜児や剣崎と共に世界の強豪と戦った黄金の日本Jr.の1人。
回想シーンのみに登場。
竜児がヒュプノスによって小次郎が眠らされた様子を見た際に、日米決戦の際に河井が相対したミズ・シャネルの魔性の目を思い起こした。
香取 石松（かとり いしまつ）
【リングにかけろ】
竜児や剣崎と共に世界の強豪と戦った黄金の日本Jr.の1人。
かつての仲間や菊が麟童を残して消えた後、麟童と共に志那虎のいる京都に身を寄せる。
志那虎 一城（しなとら かずき）
【リングにかけろ】
竜児や剣崎と共に世界の強豪と戦った黄金の日本Jr.の1人。
現在は京都の実家、剣道の志那虎陰流の後を継ぎ、石松と麟童を迎え入れる。
スコルピオンとヘルガ
【リングにかけろ】
かつて竜児ら黄金の日本Jr.と対戦し、時には共闘した元ドイツJr.の英雄と参謀。
ヘルガがかつて学んでいたアインシュタイン・アカデミーの観測装置で知り得た時空間の歪みのことを石松、志那虎に告げるために来日する。
飛鳥 武蔵（あすか むさし）
【風魔の小次郎】
かつて夜叉一族に雇われて小次郎や竜馬と敵として戦い、聖剣戦争の折には同じコスモの戦士として戦った。
回想シーンのみ登場。
サイキックによる干渉を受けた竜魔が、その威力から武蔵のことが脳裏によぎる。

### 番外編
河井 貴子（かわい たかこ）
【リングにかけろ】
河井武士の姉。高河ゆんの「今年（2020年）は再開したい」コメントと共に、番外編で城戸沙織、剣崎菊と三人で登場。

## 作中用語
車田水滸伝において登場する用語、及び原作漫画に登場する用語を記載。
カイザーナックル
【リングにかけろ】
太古に海底に没したアトランティス大陸において皇帝から代々勇気と知恵を備えた若者に与えられたとされる武器。その形状は左右一対、二つのメリケンサックであるが地上最強の硬度を誇るオリハルコンから造られたために天変地異にも耐え、アトランティスが滅びてもなお、地上に残された。この両腕一対の皇帝の印を手に入れた者は世界を制すると言われ、この武器を求めて幾度となく争いが勃発する。
高嶺姉弟を育てた大村蔵六が若かりし頃、先々代ゼウスとの戦いに勝利したことで片方のカイザーナックルを入手。それが影道との戦いの折、竜児に託された。ギリシャ十二神との戦いで同じくカイザーナックルを持つゼウスに勝利したことで二つとも竜児が所有者となったが、竜児は二つが二度と離れ離れにならないよう西の海に沈めるようゼウスに頼んだ。
しかし、カイザーナックルを奪取しようと現れた阿修羅一族との死闘の際、再度竜児はそれらを装着して戦い、最後には天空の彼方に放り投げて捨てた。また阿修羅一族との戦いの折に、所有者が正義の闘いをする限り真紅に輝き、勝利を与えること、真の主しかその指にはめることが出来ず、主がこの世からいなくならない限り次の主を選ばないことが明らかとなる。
聖剣戦争（せいけんせんそう）
【風魔の小次郎】
約四千年前に大地を守る為に神の手で作られた聖剣を巡る争い。聖地である月で作られた十本の聖剣にはそれぞれ独特の力が秘められており、神が認めた正統の戦士が手にすると神と同等の力を発する。
しかし十人の戦士のうち、自らの欲望の為に聖剣と大地を神から奪い取る野心を抱いた華悪崇と、彼の元に集った四戦士たちによる反逆により、反逆一派と神の意志に従う秩序（コスモ）の戦士たちとの二派に分かれ、幾度も戦いが勃発。今生の戦いに置いては秩序の戦士、聖剣・風林火山の小次郎により華悪崇が倒され、十本の聖剣が葬られたことで収束を迎えた。
戦士たちが転生を繰り返しながらも現代に至るまで続けられてきた一連の争い、特に小次郎の手で収束した最後の戦いを指して聖剣戦争という。
アトランティス
今作の戦いの舞台であり、『リングにかけろ』や『聖闘士星矢』でも言及されたことがある。かつて世界の覇権を握り神々に等しい力を手にしていたが、天空神ゼウスの怒りに触れ一夜にして海中に沈められた大陸。オリハルコンや星砂粉（スターダストサンド）、ガマニオンなどはアトランティスの文化によって生み出された金属である。今作においてはアトランティスの時空を歪めたためにカイザーナックルや聖衣が使えない世界となっており、星矢たちを襲撃する敵が持つオリハルコンでできた武器も紛い物である。
『リングにかけろ』では上述のカイザーナックルの由来の説明の際に登場するが、『聖闘士星矢』においては海皇ポセイドンが神話の時代に地上の覇権をアテナと争った第一次聖戦の際に建造した巨大な城塞都市兼前線基地とされている。
揺り戻し（アフター・クラッシュ）
竜児、小次郎、星矢たちによって歪められた神話を本来あるべき形に戻そうとする現象。
詳細は未だに不明な点が多いが、クラーケンのアイザック曰く過去の亡霊たちは大いなる揺り戻しの加護により蘇り、神話を歪めた罪人と見なされた星矢たちを倒すことで神話を正そうとしている。
神の書物（かみのクロニック）
クロニクルとも。神々の手で書き綴られた過去、現在、未来、全ての神話が記された書物。
レコラにより巨大化し、アテナ沙織を閉じ込めた後は通常の書物の大きさとなり、現在は菊の手にある。

## 作品時間軸
リングにかけろ
竜児と剣崎との世界チャンピオンの座をかけた戦いと、菊と順の結婚式が終わった後。リングにかけろ2の主人公、剣崎麟童が赤子。
菊が剣崎姓を認められている、麟童の誕生後も竜児と順が戦闘に耐え得る肉体を維持したまま健在であるなど原典との差異が見受けられる。
風魔の小次郎
明確な描写なないが、小次郎がアトランティスに向かうまで常に行動を共にしていた竜魔の言動から風魔反乱後と思われる。
聖闘士星矢
冥王ハーデスとの戦いを終えた後。
しかし、聖闘士星矢 NEXT DIMENSION 冥王神話の後の話なのか、アニメ版の続編聖闘士星矢Ωの前の話なのか、どちらの世界観とも異なるパラレルワールドなのかは不明。
男坂
明確な描写はないが、少なくとも仁義は黒田闘吉と出会い義兄弟となった後である。
雷鳴のZAJI
明確な描写はなく、本編同様既にザジは白い墓（ホーム）を脱走していることしか判明していない。

## 書籍情報
- 高河ゆん『車田水滸伝 HERO OF HEROES』秋田書店〈チャンピオンREDコミックス〉、既刊1巻（2015年2月20日現在）
  1. 2015年3月1日初版発行、2015年2月20日発売、ISBN 978-4-253-23741-3